# Bootleggers
Bootleggers is een MMORPG-browserspel dat zich afspeelt in de Amerikaanse maffia-wereld in de Verenigde Staten van Amerika in de jaren twintig.
Men begint onderaan en moet zich langzaam omhoog werken; de speler kan carrière maken door rijkdom, status en respect op te bouwen.
Bootleggers werkt met een rang systeem. Men kan een hogere rang verdienen door gebruik te maken van verschillende functies in het spel.
Bootleggers hanteert de volgende rangen (van laag naar hoog):
- Scum
- Pee Wee
- Thug
- Gangster
- Hitman
- Assassin
- Boss
- Respectable Boss
- Godfather
- Legendary Godfather
- Don
- Respectable Don
- Legendary Don
- State Don
- Nation Don

De laatste twee rangen State Don en Nation Don zijn twee speciale rangen. Als State Don is men de baas over één staat, terwijl men als Nation Don de baas is van alle staten.
Het is een Engelstalig spel, maar toch zijn er spelers van vele verschillende nationaliteiten. Op 28 augustus 2007 telde het spel 69.345 leden, waarvan gemiddeld 400 spelers tegelijk online waren.